# アインシュタイン模型
アインシュタイン模型（アインシュタインもけい、英: Einstein model）とは、固体の比熱 CV の温度依存性を説明するために、アインシュタインが提唱した固体の格子振動に関する模型のことである。N個の同種原子からなる結晶の格子振動を、N個の独立な３次元調和振動子とみなし、且つ全てが同じ角振動数 ωE を持つとした。
アインシュタインは、1906年に執筆した論文『輻射に関するプランクの理論と比熱の理論』および1910年に執筆した論文『一原子分子からなる固体における弾性的性質と比熱の関係』でこの理論を発表した。

## 歴史的経緯
1907年にアインシュタインが提唱したこの理論は、歴史的に見ても大きな意味を持つ。経験則であるデュロン-プティの法則で予測される固体の比熱は、古典力学では温度に依存しないはずであった。しかし、低温での実験では、絶対零度で熱容量がゼロに変化することがわかった。温度が上がると比熱は上昇し、高温になるとデュロン-プティの法則に近づく。アインシュタインの理論は、プランクの量子仮説を用いることで、実験的に観測された比熱の温度依存性を初めて説明することに成功した。これは光電効果とともに、量子化の必要性を示す最も重要な証拠のひとつとなった。

## 格子比熱
格子振動のエネルギーが関与する比熱を格子比熱（英: lattice specific heat）と呼ぶ。格子振動を量子化したフォノンのエネルギーは、フォノンの波数ベクトルを k、フォノンの振動モードを α として、
{\displaystyle E=\sum _{{\boldsymbol {k}},\alpha }\hbar \omega _{{\boldsymbol {k}},\alpha }\left(n_{{\boldsymbol {k}},\alpha }+{\frac {1}{2}}\right)}
で表される。整数 nk,α で指定される一粒子状態に占有する粒子数の期待値がわかれば、エネルギーの平均値として内部エネルギーが与えられる。結果的に、フォノンの個数の期待値は
{\displaystyle \left\langle n_{{\boldsymbol {k}},\alpha }\right\rangle ={\frac {1}{e^{\hbar \omega _{{\boldsymbol {k}},\alpha }/k_{B}T}-1}}}
となるので、内部エネルギー U と格子比熱 CV はそれぞれ
{\displaystyle U=\sum _{{\boldsymbol {k}},\alpha }\hbar \omega _{{\boldsymbol {k}},\alpha }\left(\left\langle n_{{\boldsymbol {k}},\alpha }\right\rangle +{\frac {1}{2}}\right)=\sum _{{\boldsymbol {k}},\alpha }\hbar \omega _{{\boldsymbol {k}},\alpha }\left({\frac {1}{e^{\hbar \omega _{{\boldsymbol {k}},\alpha }/k_{B}T}-1}}+{\frac {1}{2}}\right)}
{\displaystyle C_{V}={\partial U \over \partial T}={\partial  \over \partial T}{\sum _{{\boldsymbol {k}},\alpha }\hbar \omega _{{\boldsymbol {k}},\alpha }\left({\frac {1}{e^{\hbar \omega _{{\boldsymbol {k}},\alpha }/k_{B}T}-1}}+{\frac {1}{2}}\right)}}
となる。ħ はディラック定数、kB はボルツマン定数、T は温度である。括弧内の1/2は温度微分で０となるので、最終的な格子比熱の表式
{\displaystyle C_{V}={\partial  \over \partial T}{\sum _{{\boldsymbol {k}},\alpha }{\frac {\hbar \omega _{{\boldsymbol {k}},\alpha }}{e^{\hbar \omega _{{\boldsymbol {k}},\alpha }/k_{B}T}-1}}}}
が得られる。

## アインシュタイン模型
全ての格子振動の角振動数 ω が波数 k に依存せず、一定値 ωE とするモデルがアインシュタイン模型である。このとき、波数ベクトル k の総和は第一ブリュアンゾーン内の逆格子点の数 N になる。また、振動モードは１つの縦モードと２つの横モードの合計３つのモード（３次元に由来）が存在するので、総和は
{\displaystyle \sum _{{\boldsymbol {k}},\alpha }1=3N}
を与える。つまり、このモデルは角振動数が ωE の 3N 個の独立した調和振動子からなる系と見なせる。これを格子比熱の表式に代入すると
{\displaystyle C_{V}={\partial  \over \partial T}\left(3N{\frac {\hbar \omega _{E}}{e^{\hbar \omega _{E}/k_{B}T}-1}}\right)=3Nk_{B}\left({\frac {\hbar \omega _{E}}{k_{B}T}}\right)^{2}{\frac {e^{\hbar \omega _{E}/k_{B}T}}{(e^{\hbar \omega _{E}/k_{B}T}-1)^{2}}}}
となり、角振動数 ωE を温度に換算した
{\displaystyle \theta _{E}={\hbar \omega _{E} \over k_{B}}}
を用いると
{\displaystyle C_{V}=3Nk_{B}\left({\frac {\theta _{E}}{T}}\right)^{2}{\frac {e^{\theta _{E}/T}}{(e^{\theta _{E}/T}-1)^{2}}}}
と表される。この式は一般的に、「アインシュタイン模型」あるいは「アインシュタインの比熱式」と呼ばれ、θE はアインシュタイン温度と呼ばれる。

## 実験事実の再現と乖離
高温領域（{\displaystyle T\gg \theta _{E}}）では、比熱が {\displaystyle C_{V}\approx 3Nk_{B}} となり、デュロン-プティの法則に漸近することがわかる。また、低温領域（{\displaystyle T\ll \theta _{E}}）では指数関数的にゼロに近づく。この低温での指数関数的な温度依存性は、フォノンが確率 {\displaystyle e^{-\hbar \omega _{E}/k_{B}T}} で励起することに起因している。この２点の実験事実に理論的な説明を与えたのが、アインシュタイン模型のとても大きな成果である。
しかし、アインシュタイン模型は低温領域では実験事実を正しく再現しない。上述の通り、低温領域でアインシュタイン模型は指数関数的な温度依存性を示すが、実際の実験では冪関数的な温度依存性を見せ、{\displaystyle T^{3}} でゼロに近づく。この原因はアインシュタイン模型が低い角振動数の存在を大胆に無視したからである。フォノンの分散関係は角振動数の低い領域で波数に比例する。この点を修正したモデルはデバイ模型と呼ばれ、ピーター・デバイによって1912年に理論的根拠が与えられた。